# Bey-baklava
|  | Sammenskrivningsforslag Artiklen Bey-baklava er foreslået føjet ind i Baklava. (Siden juni 2018) Diskutér forslaget |

Bey-baklava (Baklawa El Bey) er en typisk tunesisk dessert. Den består af tre farvede lag af marcipandej, der oprindelig var lavet af mandler, pistacienødder og hasselnødder, men nu kun baseres på mandler. Frugtfarve er brugt for at give lagene forskellige farver, sædvanligvis rød, grøn og hvid (ufarvet). Rosenblomstvand og vaniljesukker giver smag til desserten, som gerne bliver spist med pebermyntete eller te med pinjekerner. 